# Edgar Z. Friedenberg
Edgar Zodaig Friedenberg (18 mars 1921 à New York - 1er juin 2000 à Halifax, Nouvelle-Écosse, Canada) est un sociologue et professeur universitaire américain. Connu pour ses études en éducation et sur les genres, il a notamment rédigé deux ouvrages : The Vanishing Adolescent (1959) et Coming of Age in America (1965). 

## Biographie
Edgar Z. Friedenberg naît à New York le 18 mars 1921, mais est élevé en Louisiane. Il complète son master en chimie à l'université Stanford. Pendant la Seconde Guerre mondiale, il sert dans l'US Navy. La guerre terminée, il complète un doctorat en éducation à l'université de Chicago en 1946. Ensuite, il commence à publier sur l'éducation et sur les genres.
Jusque dans les années 1960, Friedenberg enseigne au Brooklyn College, à l'université de Californie à Davis et à l'université d'État de New York à Buffalo. Il publie des critiques de livres pour le compte du New York Review of Books.
En 1959 sort The Vanishing Adolescent, une étude sociologique de l'adolescent américain. Ouvrage traduit en plusieurs langues, il a été réimprimé une dizaine de fois. Son Coming of Age in America (littéralement, « Vieillesse en Amérique ») a été sélectionné comme l'un des meilleurs ouvrages de non-fiction du National Book Award en 1966. Ces ouvrages lui valent d'être étiqueté comme un sociologue « romantique radical » (radical romantics).
Pour protester contre la guerre du Viêt Nam, il déménage au Canada en 1970, où il milite pour la liberté des personnes. Il enseigne ensuite à l'université Dalhousie en Nouvelle-Écosse.
Il meurt le 1er juin 2000 à Halifax, en Nouvelle-Écosse au Canada.

## Œuvres
- 1959 : The Vanishing Adolescent
- 1965 : Coming of Age in America[1]
- 1965 : The Dignity of Youth and Other Atavisms[1]
- 1973 : R. D. Laing[1]
- 1975 : The Disposal of Liberty and Other Industrial Wastes[7]
- 1980 : Deference to Authority: The Case of Canada[5],[8]